# Международный совет по интегрированной отчётности
Международный совет по интегрированной отчетности (МСИО, англ. International Integrated Reporting Council) — объединение представителей Совета по международным стандартам финансовой отчётности, Комитета по стандартам финансового учёта США, Международной федерации бухгалтеров, международных институтов развития, аудиторских и консалтинговых компаний, экспертных организаций и компаний реального сектора, которые реализуют глобальную инициативу: новый вид отчётности — интегрированный, являющийся практикой реализации концепции устойчивого развития.

## Общая информация
Совет IIRC основан в 2010 году. Цель — внедрение в деловую практику интегрированного мышления, в частности анализ взаимосвязей между операционными и функциональными единицами и капиталами, используемыми компанией в своей деятельности.